# Kalvs socken
Kalvs socken i Västergötland ingick i Kinds härad, ingår sedan 1971 i Svenljunga kommun och motsvarar från 2016 Kalvs distrikt.
Socknens areal är 128,18 kvadratkilometer varav 105,70 land. År 2000 fanns här 387 invånare.  Kyrkbyn Kalv med sockenkyrkan Kalvs kyrka ligger i socknen. 

## Administrativ historik
Socknen har medeltida ursprung och har tillhört län, fögderier, tingslag och domsagor enligt vad som beskrivs i artikeln Kinds härad. De indelta soldaterna tillhörde Älvsborgs regemente, Södra Kinds kompani.
Vid kommunreformen 1862 övergick socknens ansvar för de kyrkliga frågorna till Kalvs församling och för de borgerliga frågorna bildades Kalvs landskommun. Landskommunen uppgick 1952 i Kindaholms landskommun som 1971 uppgick i Svenljunga kommun.
1 januari 2016 inrättades distriktet Kalv, med samma omfattning som församlingen hade 1999/2000.

## Geografi

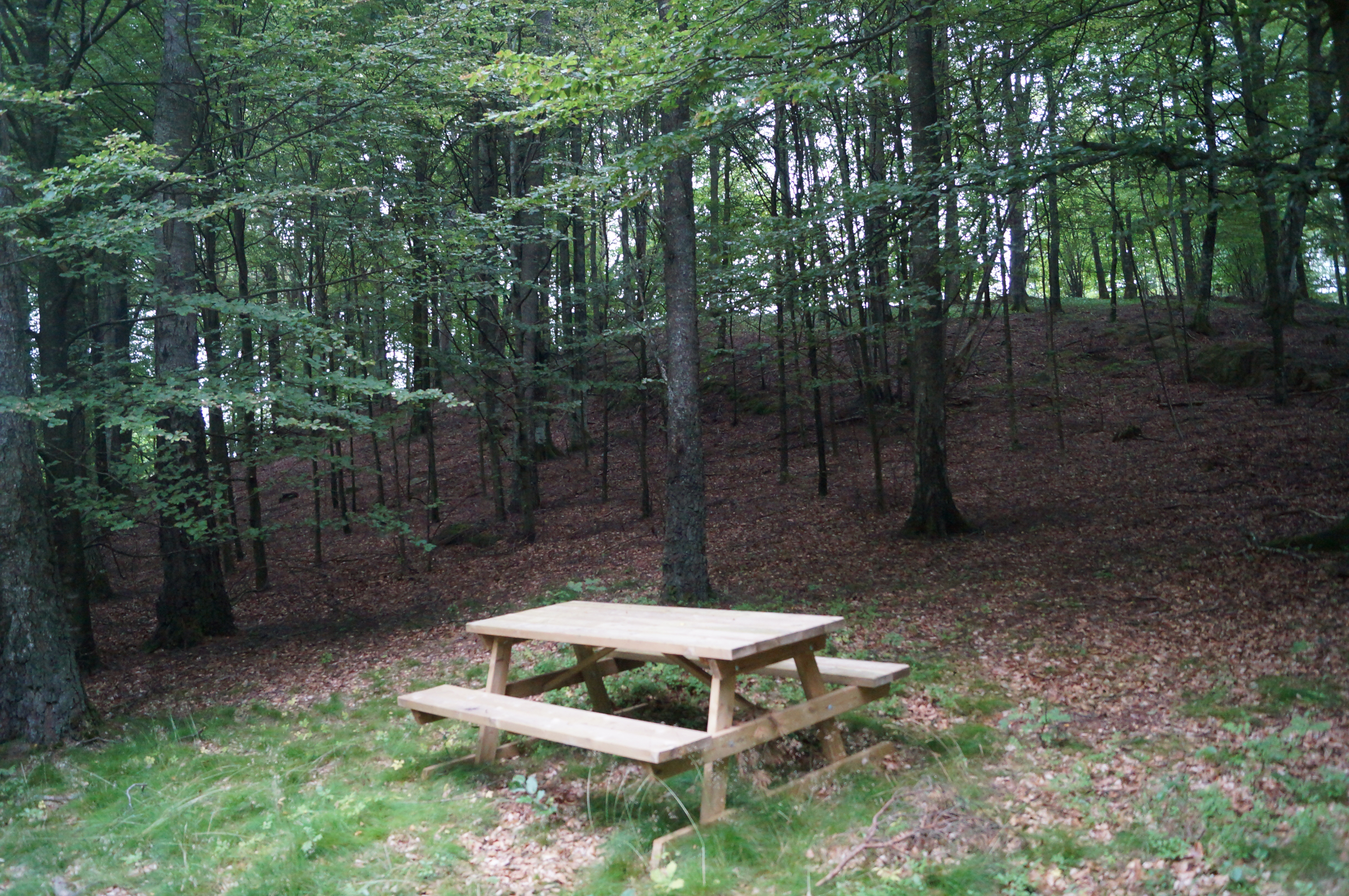
Bokskog i Kalv

Kalvs socken ligger sydväst om Gislaved kring Kalvsjön och Fegen och Lillån och Sjötoftaån. Socknen har odlingsbygd i ådalarna och vid sjöarna och är i övrigt en kuperad sjö- och mossrik skogsbygd.
Landskapet Västergötlands sydligaste punkt ligger mitt i södra delen av sjön Fegen och är ett "tresockenmöte" Kalv-Sandvik-Gunnarp, tillika "trelandskapsmöte" Västergötland-Småland-Halland.
Den sydligaste bebyggelsen är torpet Masshuset norr om Massasjön. Masshuset har vägförbindelse enbart in i Halland. Den sydligaste byn är Yttre Backa som ligger på ett näs, vilket sticker ut i Fegen.
Från landskapets sydligaste punkt till den nordligaste i Amnehärads socken vid Gullspång är avståndet cirka 225 kilometer.
1929 hade socknen 996 invånare och där fanns 904 hektar åker och 9095 hektar  skogsmark.

## Fornlämningar
Boplatser från stenåldern är funna. Från bronsåldern finns gravrösen. Från järnåldern finns gravar och domarringar.

## Namnet
Namnet skrevs 1351 Kalff och kommer från kyrkbyn och sjön. Namnet innehåller kalv och skall ses i sjöns litenhet i förhållande till Fegen.
.